# Rottland (Wuppertal)
Rottland ist eine Hofschaft im Wuppertaler Wohnquartier Herbringhausen im Stadtbezirk Langerfeld-Beyenburg. 

## Geografie
Die Hofschaft liegt auf 290 m ü. NHN an der Stadtgrenze zu Radevormwald. Bei der Hofschaft entspringt der Lohbach, ein Zufluss der Wupper. Benachbarte Orte sind Kotthausen, Nöllenberg, Niedersondern und Walbrecken.

## Geschichte
Rottland ist erstmals mit einer benachbarten Ortslage Häuschen auf der Topographischen Aufnahme der Rheinlande von 1824 verzeichnet. Um den Hof gruppierten sich Mitte des 19. Jahrhunderts in lockerer Bebauung weitere Häuser.
1832 war Rottland weiterhin Teil der Honschaft Walbrecken, die nun der Bürgermeisterei Lüttringhausen angehörte. Der laut der Statistik und Topographie des Regierungsbezirks Düsseldorf als Ackergut bezeichnete Ort besaß zu dieser Zeit ein Wohnhaus und ein landwirtschaftliches Gebäude. Zu dieser Zeit lebten 11 Einwohner im Ort, alle evangelischen Glaubens. Im Gemeindelexikon für die Provinz Rheinland von 1888 werden zwei Wohnhäuser mit 17 Einwohnern angegeben.